# Lorenzo Tottoli
Lorenzo Tottoli (Prestine, 22 agosto 1842 – Prestine, 1928) è stato un prefetto e politico italiano.
Fu uno dei più illustri personaggi di Prestine e della Valle Camonica del suo periodo storico, assunse incarichi importanti come pubblico funzionario del Regno d'Italia.
Nato a Prestine (Brescia) il 22 agosto del 1842 da Pietro Tottoli e Margherita Trombini, frequentò il ginnasio di Lovere (BG) dove ebbe come compagni di convitto Camillo Golgi, Innocenzo da Berzo e Giuseppe Tovini. 
Coniugato con Rosina Ponte di Racconigi, ebbe due figli: Carolina e Pietro; quest'ultimo noto per essere stato ingegnere progettista d'importanti impianti idroelettrici in Valle Camonica, Valle Sabbia e Trentino

## Incarichi pubblici
Commissario di leva a Bonvino (Foggia)
Commissario per la leva nella IV divisione “Guerra e Forze Pubbliche” a Firenze 1863
Commissario Distrettuale dell'Amministrazione Provinciale 1877
Consigliere di prefettura a Brescia
Vice prefetto a Padova e Piacenza
Consigliere delegato presso la prefettura di Cosenza, venne nominato reggente il 16/09/1896 e successivamente ricoprì la carica di Prefetto di Cosenza dal 07/10/1896 al 01/09/1898.
Prefetto di Padova dal 12/09/1898 al 18/04/1901.
Prefetto di Cagliari dal 05/05/1901.
Sindaco di Bienno (Brescia)  dal 1905 al 1912
Membro della Commissione Provinciale di Assistenza e Beneficenza Pubblica di Brescia dal 1916
Presidente della Congregazione di Carità di Brescia nel 1916
Membro del Consiglio Scolastico Provinciale di Brescia dal 1916 al 1920
Presidente dei pensionati di Stato (1923)
Prefetto d'Italia (1896-1901 su nomina Reale)

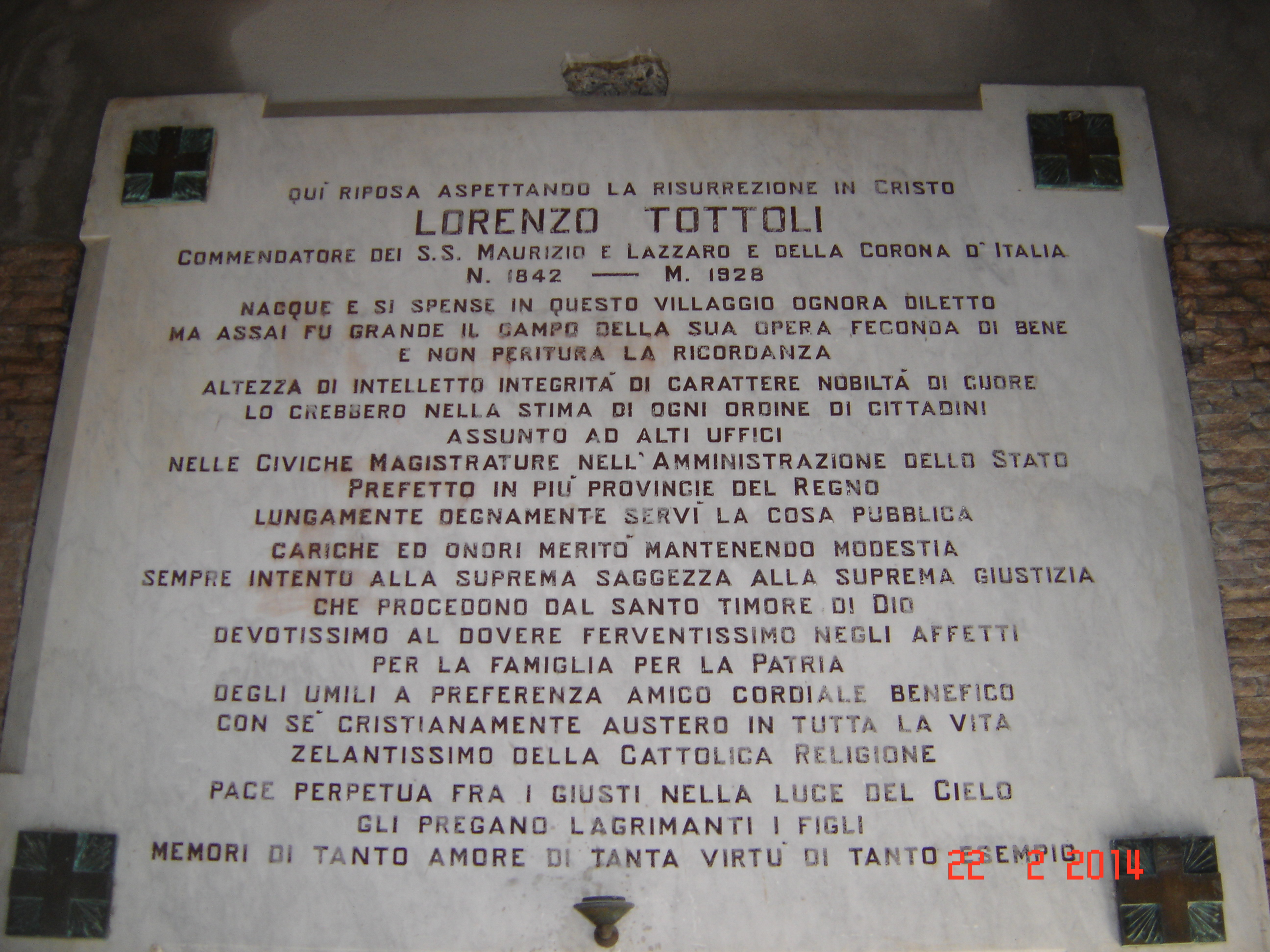
Epigrafe dedicata a Lorenzo Tottoli nel cimitero di Prestine (Brescia)